# Hercílio Luz
Pour les articles homonymes, voir Luz.
Hercílio Luz, né le 29 mai 1860 à Florianópolis et mort le 20 octobre 1924 dans la même ville, a été gouverneur de l'État brésilien de Santa Catarina de 1894 à 1898 puis de 1922 à 1924 et sénateur de ce même État de 1900 à 1922.
Ingénieur civil de formation, il mit notamment ses différents mandats à profit pour doter Florianópolis, la capitale de l'État, d'un réseau d'assainissement et faire édifier le premier pont à relier l'île de Santa Catarina au continent. L'ouvrage a été nommé en son honneur et à titre posthume pont Hercílio-Luz. 

## Hommage
- Le stade Hercílio-Luz de la ville d'Itajaí porte également son nom.